# دارين لوسون
دارين لوسون (بالإنجليزية: Darren Lawson)‏ هو دراج أسترالي، ولد في 30 مارس 1968.

## وصلات خارجية
- دارين لوسون على موقع أوليمبيديا (الإنجليزية)
- دارين لوسون على موقع اللجنة الأولمبية الأسترالية (الإنجليزية)